# バレスマナス
バレスマナス（Baresmanas, ギリシア語: Βαρεσμανᾶς）は、サーサーン朝の高位の将軍である。バレスマナスはイベリア戦争におけるダラの戦い（530年）に参戦し、東ローマ帝国軍を率いるベリサリウスと対峙したサーサーン朝軍の将軍としてのみ、東ローマ帝国の歴史家であるプロコピオスの記録によって知られている。バレスマナスはペロゼスの下でサーサーン朝軍の副司令官としてこの戦いに臨み、東ローマ帝国軍のフン族の指揮官であるスニカスとの戦闘中に戦死した。プロコピオスの説明によれば、バレスマナスは隻眼であった。